# Saskia Matheis
Saskia Matheis (* 6. Juni 1997 in Offenbach am Main) ist eine deutsche Fußballspielerin.

## Karriere

### Vereine
Matheis begann in Dreieichenhain beim dort ansässigen Mehrspartenverein TV Dreieichenhain im Alter von vier Jahren mit dem Fußballspielen. Über die Station 1. FFC Frankfurt/FV 06 Sprendlingen (gemeinsam mit Jungen) gelangte sie zum 1. FFC Frankfurt. Dort durchlief sie alle Jugendteams und erreichte – nach 17 Punktspielen in der B-Juniorinnen-Bundesliga – das in Hin- und Rückspiel ausgetragene Halbfinale der B-Juniorinnen-Meisterschaft, ehe sie im Sommer 2013 in den Kader der zweiten Mannschaft berufen wurde. Ein Jahr später erhielt sie ihren ersten Profivertrag, sammelte aber weiterhin Erfahrung in der zweiten Mannschaft.
Am 28. Februar 2016 (15. Spieltag) debütierte sie in der Bundesligamannschaft, die im Heimspiel gegen den 1. FC Köln mit 4:0 gewann; sie wurde in der 68. Minute für Jackie Groenen eingewechselt. Im Juli 2020 wurde der 1. FFC Frankfurt in den Verein Eintracht Frankfurt integriert und bildet somit die Frauenfußballabteilung des Vereins. Nach 15 Jahren Spielzeit in Frankfurt verließ sie Stadt und Verein und entschied sich für eine neue Herausforderung ab der Saison 2022/23 beim Ligakonkurrenten SV Werder Bremen. Mit den Bremerinnen schloss sie im ersten Jahr im Tabellenmittelfeld auf Platz 8 ab, wobei sie in 20 der 22 Ligaspiele zum Einsatz kam.
Sie spielt am liebsten auf der Sechserinnen-Position, kommt aber auch oft auf der Acht zum Einsatz.

### Nationalmannschaft
Matheis durchlief ab der U15-Nationalmannschaft alle Juniorinnen-Teams des DFB. Mit der U17-Nationalmannschaft nahm sie an der Europameisterschaft 2014 in England teil, kam im ersten und dritten Spiel der Gruppe B und im Finale zum Einsatz, das am 8. Dezember 2013 in Chesterfield mit 3:1 im Elfmeterschießen gegen die U17-Nationalmannschaft Spaniens gewonnen wurde. Im darauf folgenden Turnier um die Weltmeisterschaft 2014 in Costa Rica schied sie mit ihrer Mannschaft jedoch nach der Gruppenphase der Vorrunde aus dem Turnier aus. Im Jahr 2016 nahm sie mit der U20-Nationalmannschaft an der in Papua-Neuguinea ausgetragenen Weltmeisterschaft teil, bestritt alle Spiele der Gruppe D und das mit 0:1 gegen die Auswahl Frankreichs verlorene Viertelfinale; im zweiten Gruppenspiel gegen die Auswahl Mexikos gelang ihr ein Tor.

## Erfolge
Nationalmannschaft
- U17-Europameisterin: 2014

Werder Bremen
- DFB-Pokal-Finalistin: 2024/25

1. FFC Frankfurt
- Halbfinalistin B-Juniorinnenmeisterschaft 2012/13

## Sonstiges
Nach dem Abschluss einer kaufmännischen Ausbildung beim Hessischen Fußball-Verband studiert sie in Frankfurt Sport und Deutsch auf Lehramt.
Während ihrer Studienzeit repräsentierte sie mit anderen Sportlern der Goethe-Universität Frankfurt am Main diese bei der von der EUSA vom 20. bis 27. Juli 2019 in Madrid ausgerichteten Fußball-Europameisterschaft der Universitäten. Im Finale unterlag ihre Mannschaft in einer hart umkämpften Begegnung mit 1:2 der portugiesischen Elf von der Universität Coimbra. Am Turnierende wurde sie als wertvollste Spielerin ausgezeichnet.
Mit Vera Klingebiel produziert sie den Podcast Kick and Blush.